# Germano Borovicz Cardoso Schweger
Germano Borovicz Cardoso Schweger, mais conhecido simplesmente como Germano (Toledo, 21 de março de 1981), é um ex-futebolista brasileiro que atuava como volante e meia. 
É o artilheiro do Londrina no século XXI, com 51 gols em jogos por competições oficiais.

## Carreira
Nascido em Toledo, no interior do Paraná, passou a infância na pequena São Pedro de Iguaçu.
Germano começou no Grêmio Maringá, mas logo se transferiu para o Toledo, onde ficou por um ano. Posteriormente, chegou ao Londrina, time pelo qual se profissionalizou, em 2001. Inicialmente meia-esquerda, ele passou a atuar como volante dois anos depois.
Pelo Cascavel, disputou 15 partidas, e se transferiu para o Londrina, onde ficou de 2001 a 2004, marcando 26 gols.
Passou por Gama, Ceará, São Caetano e Vila Nova, antes de atuar no Atlético Mineiro no início da temporada de 2007. Após participar da conquista do Campeonato Mineiro, o volante foi transferido para o futebol japonês, por indicação do técnico Levir Culpi.
Durante dois anos, atuou pelo Cerezo Osaka.
No ano de 2009, foi contratado pelo Santos. Com Neymar e Paulo Henrique Ganso, o volante foi campeão paulista, em 2010, e participou do começo da campanha do título da Copa do Brasil, no mesmo ano. Pelo Peixe, atuou em 49 jogos anotando 4 gols.
Em maio de 2010, acertou com o Sport Recife até 31 de dezembro de 2012. Em 2011, ficou um ano e meio longe dos gramados por causa de lesão na região do púbis. Germano defendeu o "Leão" entre o meio de 2010 e abril de 2011, quando rescindiu com a equipe do Recife.

### Retorno ao Londrina
Em 2013, acertou sua volta ao Londrina para a disputa do Campeonato Paranaense. Retornou com status de ídolo, por conta de sua primeira passagem pelo clube. Jogando o Campeonato Brasileiro da Série C em 2015, entrou para a Seleção do Campeonato, quando seu time foi vice-campeão e voltou ao Campeonato Brasileiro da Série B.
Em 2013, foi emprestado ao Coritiba, onde ficou até o fim de 2014. Marcou seu primeiro gol pela equipe em março de 2014, contra o Prudentópolis,no Couto Pereira.
Em 2015, voltou mais uma vez ao Londrina e conseguiu o acesso à Série B do Brasileiro. No ano de 2016, foi um dos artilheiros da equipe, e um dos principais jogadores.
Em 2017, foi decisivo na partida contra o Cruzeiro, marcando um gol aos 51 minutos do segundo tempo, levando seu time à decisão por pênaltis, que o Londrina venceu, indo para a final da Primeira Liga.
Capitão do Tubarão, foi o jogador que mais atuou pela equipe em 2019, com 45 jogos, e balançou a rede oito vezes.
Somando todas as passagens pelo Londrina, Germano fez 321 jogos com a camisa alviceleste. É o artilheiro do Londrina no século XXI, com 51 gols em jogos por competições oficiais.
Anunciou o fim de sua carreira como jogador no dia 1 de janeiro de 2020 e seguirá no clube agora como dirigente.

### Fora dos campos
Em março de 2023, pediu demissão do cargo de executivo de futebol do Londrina.

## Títulos
Atlético Mineiro
- Campeonato Mineiro: 2007

Santos
- Campeonato Paulista: 2010[17]

Londrina
- Campeonato do Interior Paranaense: 2013, 2015, 2016 e 2017
- Campeonato Paranaense: 2014
- Primeira Liga: 2017